# Ranunculus ollissiponensis subsp. ollissiponensis
Ranunculus ollissiponensis subsp. ollissiponensis é uma subespécie de planta com flor pertencente à família Ranunculaceae. 
A autoridade científica da subespécie é Pers., tendo sido publicada em Syn. Pl. 2: 106 (1806).
Os seus nomes comuns são ranúnculo-das-paredes ou ranúnculo-vulgar.

## Portugal
Trata-se de uma subespécie presente no território português, nomeadamente em Portugal Continental.
Em termos de naturalidade é endémica da Península Ibérica.

## Protecção
Não se encontra protegida por legislação portuguesa ou da Comunidade Europeia.